# Gardový seržant
Gardový seržant (v italském originále La Tempesta) je italské filmové drama režiséra Alberta Lattuady z roku 1958 podle povídky Kapitánská dcerka Alexandra Puškina. Jde o historický film odehrávající se v době carevny Kateřiny II., kterou hraje Viveca Lindfors.
V malé roli se zde představila také německá modelka Nico, která však nebyla v titulcích uvedena.

## Obsazení
| Silvana Manganová  | Maša                 |
| Van Heflin         | Jemeljan Pugačov     |
| Viveca Lindfors    | carevna Kateřina II. |
| Geoffrey Horne     | Pjotr Grinov         |
| Vittorio Gassman   | prokurátor           |
| Agnes Mooreheadová | Vasilisa Mironova    |
| Robert Keith       | kapitán Miranov      |
| Oskar Homolka      | Savelic              |
| Finlay Currie      | Count Grinov         |
| Laurence Naismith  | Zurin                |
| Helmut Dantine     | Svabrin              |
| Fulvia Franco      | Palaska              |
| Aldo Silvani       | papež                |
| Claudio Gora       | ministr              |
| Guido Celano       | farmář               |
| Cristina Gaioni    | mladá dívka          |